# Мёртвые знаменитости
«Мёртвые знаменитости» (англ. Dead Celebrities) — 8-й эпизод 13-го сезона (№ 189) сериала «Южный Парк», премьера которого состоялась 7 октября 2009.

## Сюжет
Айк мучается от того, что постоянно видит вокруг себя знаменитостей, умерших в этом году. Они преследуют его и днём и ночью, а призрак Билли Мэйса постоянно предлагает Айку купить разнообразные товары. Айка отводят к психиатру.
Кайл очень переживает за младшего брата. Он делится своими переживаниями со Стэном, Кенни и Картманом. Когда Эрик узнаёт, что к Айку приходит призрак Билли Мэйса, он понимает, что душа Мэйса по какой-то причине застряла между раем и адом. Оказывается, Картман поклонник Мэйса, потому что тот рекламировал «ЧипотлеПрочь» (англ. ChipotlAway), специальное средство для выведения с нижнего белья кровавых пятен, вызванных поеданием чипотле (копчёные халапеньо с соусом, в переводе от Sp-Fan чипотле было заменено на шаурму).
Ребята навещают Айка в больнице, где загадочный доктор рассказывает им о чистилище и устраивает спиритический сеанс с душами мёртвых знаменитостей. Оказывается, что все они застряли в чистилище из-за того, что Майкл Джексон не хочет признавать свою смерть. Внезапно раздаётся треск, и дух Джексона вселяется в Айка. Мальчики выясняют, что изгнать духа из чужого тела можно, если помочь ему добиться признания в том облике, к которому он всегда стремился в прошлой жизни.
Кайл: «А кем всегда стремился стать Майкл Джексон?»
Эрик: «Ребёнком. Женщиной. И белым.»
Ребята отводят Майкла в теле Айка на детский конкурс красоты среди девочек. Они рассчитывают на победу, поскольку двое из троих членов жюри мужчины-педофилы (они онанируют на девочек (в том числе на Майкла) и фотографируют их). Но тут врывается полиция и забирает их. Картман замечает, что оставшийся председатель жюри, женщина, ест чипотле. Он говорит ей, что есть способ есть чипотле и не покупать каждый раз новое нижнее бельё. Картман рассказывает ей о «ЧипотлеПрочь» взамен на победу Майкла.
Итак, Джексон получает признание в том облике, о котором всегда желал, и он покидает землю. Айк спасён, а мёртвые знаменитости могут спокойно отправиться в «ад». Когда они прибывают в ад, стюардесса говорит, что им придётся немного подождать буксир.

## Звёзды
Все знаменитости, представленные в этом эпизоде, умерли в 2009 году.
| №  | Русское имя            | Английское имя     | Род занятий                  | Смерть      |
| -- | ---------------------- | ------------------ | ---------------------------- | ----------- |
| 1  | Билли Мэйс             | Billy Mays         | Телевизионный рекламщик      | 29 июня     |
| 2  | Майкл Джексон          | Michael Jackson    | Музыкант, певец и композитор | 25 июня     |
| 3  | Фэрра Фосетт           | Farrah Fawcett     | Актриса                      | 25 июня     |
| 4  | Патрик Суэйзи          | Patrick Swayze     | Актёр, танцор                | 14 сентября |
| 5  | Наташа Ричардсон       | Natasha Richardson | Актриса                      | 18 марта    |
| 6  | Дом Делуиз             | Dom DeLuise        | Актёр, продюсер, режиссёр.   | 4 мая       |
| 7  | Тед Кеннеди            | Ted Kennedy        | Сенатор США                  | 25 августа  |
| 8  | Уолтер Кронкайт        | Walter Cronkite    | Телеведущий                  | 17 июля     |
| 9  | Билл Спаркман          | Bill Sparkman      | Учитель                      | 12 сентября |
| 10 | Эд МакМэхон            | Ed McMahon         | Комик                        | 23 июня     |
| 11 | Адам Гольдштейн        | Adam Goldstein     | Диджей                       | 28 августа  |
| 12 | Артуро Гатти           | Arturo Gatti       | Боксёр                       | 11 июля     |
| 13 | Беатрис Артур          | Bea Arthur         | Актриса                      | 25 апреля   |
| 14 | Стив Макнейр           | Steve McNair       | Футболист, квотербек         | 4 июля      |
| 15 | Рикардо Монтальбан     | Ricardo Montalbán  | Актёр                        | 14 января   |
| 16 | Дэвид Кэррадин         | David Carradine    | Актёр                        | 3 июня      |
| 17 | Лес Пол                | Les Paul           | Гитарист                     | 12 августа  |
| 18 | Гордон (Гордон Уоллер) | Gordon Waller      | Певец, гитарист              | 17 июля     |
| 19 | Оскар Майер-младший    | Oscar G. Mayer Jr. | Бизнесмен                    | 6 июля      |
| 20 | Карин Рюби             | Karine Ruby        | Сноубордистка                | 29 мая      |

## Пародии
- Женщина-психолог из больницы — пародия на медиума Танджину Бэрронс из фильма «Полтергейст».
- Диалог Айка и психолога в начале серии — пародия на фильм «Шестое чувство».

## Факты
- Когда Кайл обращается за помощью к друзьям, они сидят дома у Картмана. Но когда они заканчивают смотреть рекламу Билли Мэйса, они уже сидят дома у Кайла.
- Это уже третье появление врача, который сказал Картману, что он заражён СПИДом.
- Фото Айка в начале передачи Ghost Hunters такое же, как в прошлом эпизоде «Жирная Борода», когда Кайл читал его письмо.
- Майкл Джексон уже появлялся в эпизоде «Джефферсоны». Его поведение почти такое же, как и в той серии (лазает по деревьям, поёт и танцует).
- Переодевшегося в женщину инопланетянина можно заметить сидящим среди зрителей на церемонии вручения наград «The Tiny Miss Pageant 2009».
- Вопрос о кровоточении анусом уже поднимался в серии «Господь, ты там? Это я, Иисус».
- Это один из немногих эпизодов, где есть ад, но не показан Сатана.

## Критика
Эпизод получил в целом неоднозначные отзывы. Рамсли Ислер из IGN назвал «Мёртвых знаменитостей» одним из лучших эпизодов сезона, добавив, что шутки насчёт мёртвых не были слишком безвкусными. Он похвалил пародии на «Шестое чувство», «Полтергейст» и «Охотники за привидениями», но сказал, что некоторые шутки, такие как мастурбация судей на детском конкурсе красоты, были оскорбительными и несмешными. Джейсон Хоуз и Грант Уилсон, звёзды «Охотников за привидениями» , заявили, что «они не только не обижались и не возмущались, [...] но им и понравилось смеяться над ними вместе с Майклом Джексоном и Билли Мэйсом».